# Bioriduttore
Con il termine bioriduttore si indica un organismo classificabile nel terzo dei livelli trofici nelle catene alimentari di detrito. In tale livello sono compresi organismi come funghi, muffe, batteri, lombrichi, insetti ed altri, che sono in grado di nutrirsi dei residui organici. Tali residui vengono da loro attaccati, decomposti e restituiti all'ambiente sotto forma di sostanze inorganiche utilizzabili dagli organismi autotrofi (le piante), che rappresentano il primo livello nelle catene alimentari di pascolo.